# Kanton La Ciotat
Kanton La Ciotat (fr. Canton de La Ciotat) je francouzský kanton v departementu Bouches-du-Rhône v regionu Provence-Alpes-Côte d'Azur. Skládá se ze dvou obcí La Ciotat a Ceyreste.